# Sandygate Road
Lo stadio di Sandygate Road si trova a Crosspool, sobborgo di Sheffield nel Regno Unito.
Lo stadio venne aperto per il cricket nel 1804, ma nel 1860 venne convertito in campo da calcio.
È considerato lo stadio da calcio più antico del mondo, poiché il 26 dicembre 1860 si giocò la prima partita di calcio al mondo registrata ufficialmente: l'incontro Sheffield FC-Hallam FC, terminato 2-0.
Lo stadio è stato utilizzato nel 1996 per il film Sabato nel pallone (When Saturday Comes) di Maria Giese e Sean Bean.
Lo stadio è di proprietà dell'Hallam FC.